# Obus

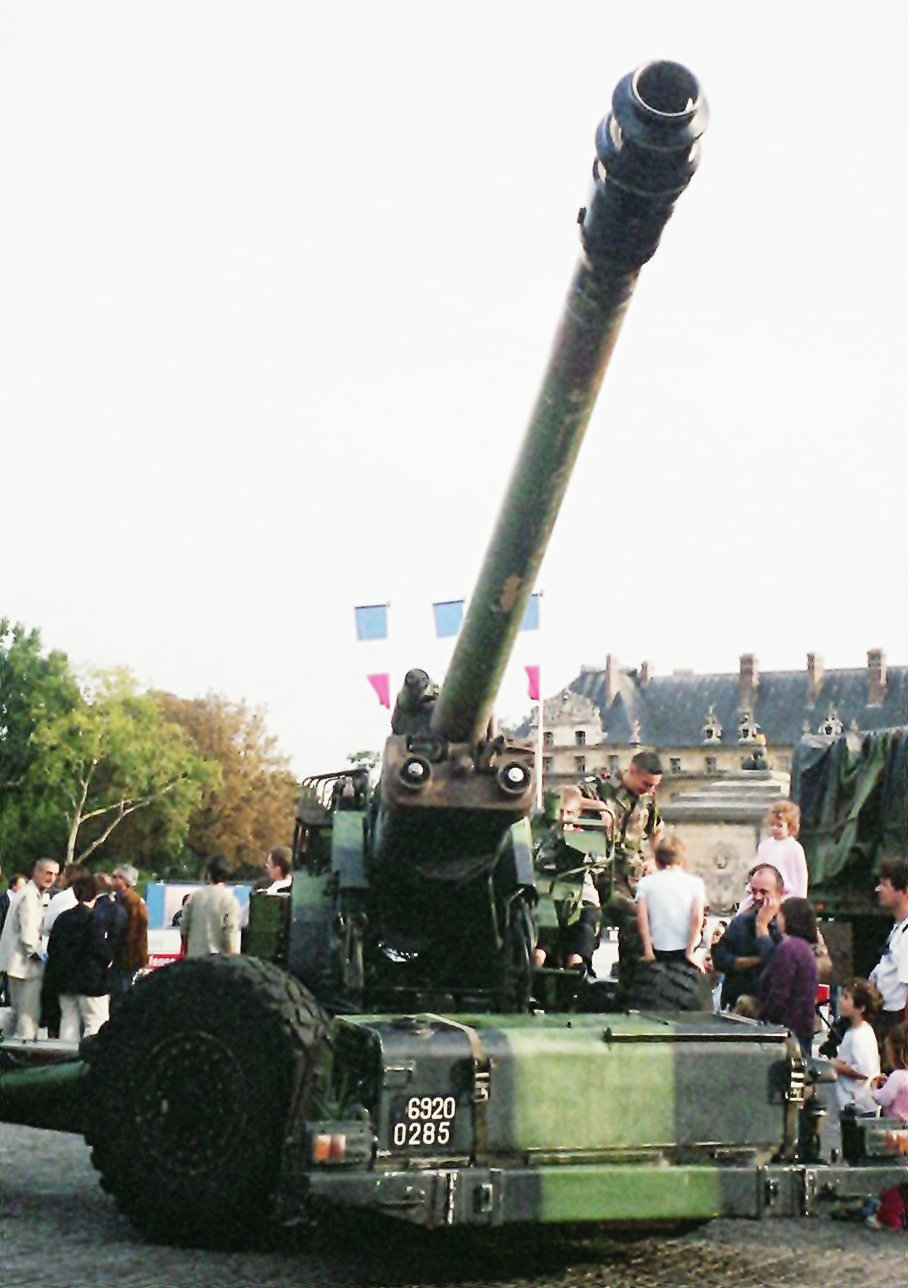
Obuseiro francês TRF1 155 mm

Um obus (pronuncia-se AFI: [oˈbus]) é um tipo de boca de fogo de artilharia que se caracteriza tradicionalmente por dispor de um tubo relativamente curto e por disparar projéteis explosivos em trajetórias curvas.
O termo obus é também utilizado pelas forças armadas de alguns países para designar, por analogia, o tipo de projétil oco de carga explosiva disparado pelos obuses (armas).
A designação obuseiro é utilizada em algumas forças armadas - em detrimento do termo obus - para designar o próprio tipo de arma que dispara obuses (projéteis).
Nos exércitos de modelo europeu dos séculos XVII ao XIX e início do século XX, as características do obus ou obuseiro colocavam-no entre o morteiro (que se caracterizava por ter um tubo curto e dispor dos munhões junto à culatra, fazendo tiro vertical,) e a peça ou canhão (que se caracterizava por ter um tubo comprido, fazendo tiro tenso, com os projéteis disparados a maior velocidade através do uso de cargas propulsoras mais potentes). Os obuses utilizados até à Segunda Guerra Mundial dispunham tipicamente de tubos com um comprimento 15 a 25 vezes superior ao calibre da arma.
Hoje em dia, a maioria das armas designadas obuses ou obuseiros, apenas o é por tradição, uma vez que apresenta já características híbridas, onde se incluem a capacidade de realizar tanto tiro tenso como tiro curvo, a utilização de diversos tipos de cargas propulsoras e o uso de tubos de comprimento superior a 25 calibres.

## Etimologia
A palavra portuguesa obus tem origem na palavra checa houfnice. Por sua vez, "houfnice" resulta da palavra "houf" (multidão), acrescida do sufixo "nice", sugerindo uma arma usada contra as massas de inimigos. Nas Guerras Hussitas do século XV, os Checos usaram um tipo de bocas de fogo de tubo curto, às quais chamaram "houfnice", para disparar a curtas distâncias contra as massas de infantaria ou contra a cavalaria pesada.
A palavra checa deu origem à palavra alemã "haubitze", da qual deriva a palavra castelhana "obús"", a escandinava "hubits", a finlandesa "hupitsi", a francesa "obus", a inglesa "howitzer", a italiana "obice", a neerlandesa "houwitser",   a polaca "haubica", a russa "gaubitsa" e a portuguesa "obus".
Por analogia, a palavra "obus" também foi usada, por alguns exércitos, para designar os projéteis ocos e explosivos disparados pelos obus. No Exército Francês, o termo "obus" passou a designar apenas o projétil, surgindo o termo "obusier" (obuseiro) para designar a arma que o dispara. A designação "obuseiro" foi também adotada pelas forças armadas de alguns outros países que sofreram influência da doutrina militar francesa. Atualmente, o Exército Brasileiro usa tanto o termo "obus" como "obuseiro" para designar este tipo de arma, enquanto o Exército Português apenas usa o termo "obus". Nenhum destes dois exércitos usa o termo "obus" para designar o projétil disparado pelos obuses/obuseiros.

## História

### Primórdios
Os obuses clássicos foram desenvolvidos no final do século XVII. Destinavam-se originalmente a ser empregues em operações de sítio, onde eram particularmente úteis na colocação de granadas de ferro fundido cheias com pólvora ou com materiais incendiários no interior das fortificações. Em contraste com os morteiros da época, que eram disparados de ângulo fixo e por isso inteiramente dependentes do ajustamento das cargas propulsoras para a variação do alcance, os obuses podiam ser disparados numa ampla variedade de ângulos. Assim, apesar da balística do tiro com obus ser muito mais complicada que a do tiro com morteiro, o obus era uma arma inerentemente mais flexível, que podia disparar os seus projéteis numa ampla variedade de trajetórias.
Em meados do século XVIII, vários exércitos europeus começaram a equipar-se com obuses suficientemente móveis para acompanharem as suas tropas em campanha. Apesar de normalmente serem disparados com um elevado ângulo de tiro como os obuses de sítio, raramente se usava esta caraterística para distinguir os obuses de campanha das restantes bocas de fogo. A caraterística mais distintiva e valorizada nos obuses de campanha do século XVIII era sim a sua capacidade de disparo de granadas explosivas, em contraste com as peças de artilharia de campanha da época que apenas disparavam projéteis inertes (baseando-se apenas na energia cinética para obter os seus efeitos destrutivos). Por analogia, as granadas explosivas disparadas pelos obuses passaram elas próprias a ser ocasionalmente conhecidas por "obuses".
Um dos primeiros modelos de obuses foi o abus introduzido pelo Império Otomano. Em 1758, a Rússia introduziu o licorne (unicórnio), um obus com uma câmara cónica que se manteve em serviço por mais de 100 anos.
Em meados do século XIX, alguns exércitos tentaram simplificar os seus parques de artilharia, introduzindo armas projetadas para disparar tanto projéteis explosivos como projéteis inertes, as quais substituíram tanto os obuses como as peças de campanha. Uma das mais famosas destas bocas de fogo mistas era o Cannon obusier de 12 (Canhão obuseiro de 12 cm), de projeto francês, o qual foi amplamente empregue na Guerra Civil Americana, onde ficou conhecido por "Napoleon". Estas "peças obuses" ou "canhões obuses" eram ainda armas de tubo de alma lisa.
Em 1859, os exércitos da Europa começaram a reequipar a sua artilharia de campanha com peças integrando tubos de alma estriada. Estas novas peças de campanha usavam projéteis cilíndricos que - apesar de disporem de um menor calibre que as granadas redondas empregues pelos antigos obuses de alma lisa - transportavam uma carga explosiva equivalente. Além disso, o seu maior alcance permitia-lhes produzir os mesmos efeitos que até então requeriam as trajetórias de grande inclinação produzidas pelos antigos obuses. Por causa disto, os responsáveis militares não viram necessidade de obter obuses estriados, antes usando apenas peças estriadas para substituir tanto as antigas peças como os obuses de alma lisa.
Na guerra de sítio, a introdução do estriamento nas bocas de fogo teve um efeito oposto. Na década de 1860, os oficiais de artilharia descobriram que os obuses de sítio de alma estriada (substancialmente maiores que os obuses de campanha) eram muito mais eficientes na destruição de fortificações que as peças de sítio de alma lisa ou que os morteiros de sítio. Assim, ao mesmo tempo que retiravam os obuses das suas baterias de campanha, os exércitos introduziam novos tipos de obuses na sua artilharia de sítio e de guarnição. As armas mais ligeiras deste tipo dispunham de calibres de cerca de 150 mm e disparavam granadas com um peso de entre 40 kg e 50 kg. Os mais pesados dispunham de calibres entre os 200 mm e os 220 mm, disparando granadas com cerca de 100 kg de peso.
Na Guerra Russo-Turca de 1877-1878, a incapacidade das peças estriadas de infligir danos significativos nas fortificações de campanha reavivou o interesse pelos obuses de campanha. Por alturas da década de 1890, já vários exércitos europeus estavam equipados com obuses de campanha ligeiros (de 105 mm a 127 mm) e pesados (de 149 mm a 155 mm).
Durante a década de 1880, alguns exércitos europeus foram equipados com obuses de sítio dispondo de calibres entre os 240 mm e os 270 mm e disparando granadas com pesos superiores a 150 kg. Um bom exemplo de uma arma deste tipo foi o obus Skoda de 9,45 polegadas (240 mm), entregue ao Exército Britânico em 1899, com o objetivo de ser usado contra as fortificações bôeres de Pretória e chinesas de Pequim.

### Século XX
No início do século XX, a introdução de obuses de sítio substancialmente maiores que os obuses pesados de sítio da época levou à criação da categoria dos obuses superpesados. Entre as armas que se inseriam nesta categoria estava o famoso "Dicke Bertha" alemão e o obus BL de 15 polegadas (381 mm) britânico. Estes enormes obuses eram transportados por meios mecânicos e já não rebocados por cavalos. Normalmente eram transportados em cargas separadas e montados na sua posição de tiro.
Os obuses de campanha introduzidos no final do século XIX podiam efetuar o disparo de granadas com altas trajetórias com um acentuado ângulo de descida, resultando na possibilidade de bater alvos protegidos por obstáculos. Também podiam disparar granadas com cerca do dobro do tamanho das disparadas por peças do mesmo tamanho. Assim, enquanto uma peça campanha de 75 mm que pesasse 1 tonelada se limitava a disparar granadas com pesos inferiores a 8 kg, um obus de 105 mm com o mesmo peso poderia disparar granadas de 15 kg. O alcance dos obuses era, contudo, inferior ao das peças equivalentes.

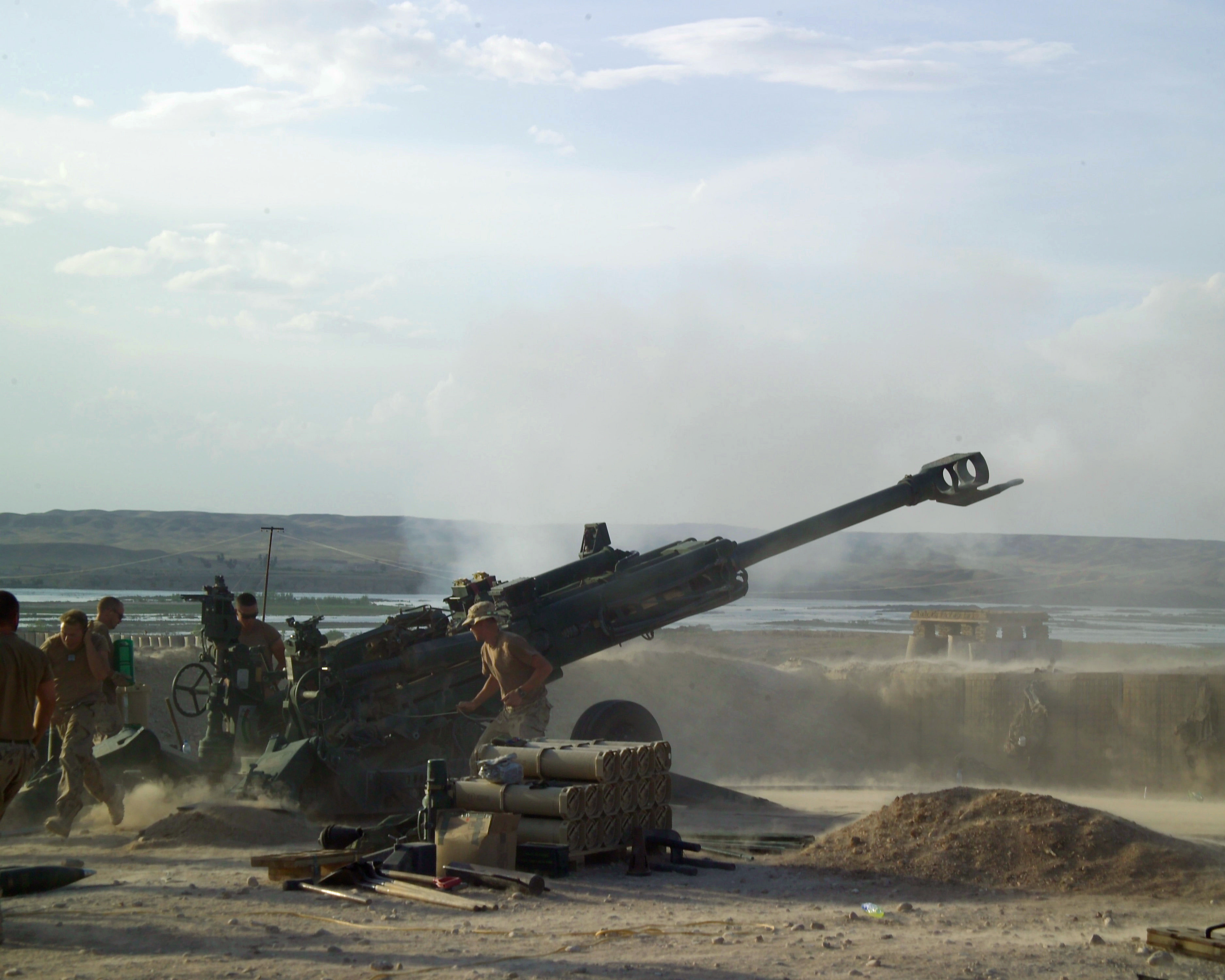
Um obus M777 do Exército dos EUA.

Os obuses pesados de campanha e os obuses ligeiros de sítio tenderam a fundir-se num único modelo, uma vez que usavam o mesmo tipo de munições. Inicialmente usou-se a mesma arma básica, mas montada em reparados de tipos diferentes, conforme o emprego. Posteriormente, a fusão foi completa, uma vez que os novos reparos com sistemas de amortecimento do recuo eliminaram muitas das desvantagens que os reparados de campanha tinham em relação às plataformas de sítio. A partir de então o mesmo sistema composto por arma, mecanismo de recuo e reparo foi empregue tanto em campanha como em sítio.
No início do século XX, a própria diferença entre o obus e a peça tendeu-se a esbater-se. Por essa altura, as definições usadas para distinguir os dois tipos de bocas de fogo eram as seguintes:
1. Peças ou canhões - maior velocidade do tiro, maior alcance, carga propulsora única e elevação máxima de 35 º;
2. Obuses - menor velocidade de tiro, menor alcance, cargas propulsoras variáveis e elevação máxima típica superior a 45 º.

O início da guerra de trincheiras, depois dos primeiros meses da Primeira Guerra Mundial, levou a uma procura crescente de obuses, em virtude do acentuado ângulo de descida das suas trajetórias de tiro, o que os tornava mais adequados que as peças em bater objetivos no plano vertical (como eram o caso das tropas abrigadas nas trincheiras), com maiores quantidades de explosivos e mnor desgaste dos tubos.
Muitos obuses introduzidos no decorrer da Primeira Guerra Mundial dispunham de tubos mais longos que os obuses anteriores. O 10,5 cm leichte Feldhaubitze 98/09 (modelo padrão de obus ligeiro de campanha alemão, no início da Guerra) tinha um tubo com um comprimento de 16 calibres, mas o 10,5 cm leichte Feldhaubitze 16, introduzido em 1916 dispunha já de um tubo com 22 calibres de comprimento. Paralelamente, os novos modelos de peças introduzidos durante o Conflito, como 7,7 cm Feldkanone 16 alemão estavam frequentemente equipadas com reparos que permitiam o disparo com ângulos relativamente elevados e cargas propulsoras ajustáveis. Ou seja, existia uma tendência clara para os obuses se tornaram parecidos às peças ou canhões e vice-versa.

## Tipos de obuses
Os obuseiros podem ser autorrebocados ou autopropulsados. No primeiro caso, são tracionados por caminhões e, no segundo, são blindados e deslocam-se sozinhos sobre rodas ou lagartas. Nessa última hipótese, assemelham-se visualmente aos carros de combate, embora, tecnicamente, sejam encarados como peças de artilharia e não como veículos propriamente ditos.
Os calibres de obuseiros mais comuns no Ocidente são 105 e 155 mm, mas há outros nos países da Europa Oriental, Rússia e China.
A munição dos obuseiros é a granada de artilharia conhecida como obus, que são, essencialmente, recipientes metálicos cilíndricos com ponta ogival contendo explosivos, agentes químicos, agentes biológicos ou artefatos nucleares, que detonam no impacto ou a alturas previamente programadas. Desde a década de 1990, os obuseiros têm lançado granadas com precisão suficiente para atingir alvos específicos, já não mais necessariamente "batendo áreas".
Antigamente o obuseiro era uma pequena peça de artilharia, semelhante a um morteiro elongado.
Desde a 1ª Guerra Mundial, o termo obuseiro é usado na Artilharia para designar as peças de longo alcance, destinadas a disparar granadas em trajetórias curvas. Distinguem-se dos canhões por estes fazerem disparos tensos, e dos morteiros por estes fazerem fogo parabólico com ângulos de elevação maiores que 45°.